# 楊兆熊 (武術家)
楊兆熊（1862年—1929年），字夢祥，晚字少侯，河北永年人，太極拳宗師楊露禪的兒子楊健候之長子。
生於清同治元年（1862年），七歲習太極拳，性格剛強似伯父班候，比武和授拳常出手傷人。其拳架小而剛，動作快而沉。收徒甚少，後人呼為大先生。卒於1929年。有子楊振聲。